# Кшкловское сельское поселение
Кшкловское се́льское поселе́ние — муниципальное образование в Атнинском районе Татарстана Российской Федерации.
Административный центр — село Кшклово.

## История
Статус и границы сельского поселения установлены Законом Республики Татарстан от 31 января 2005 года № 15-ЗРТ «Об установлении границ территорий и статусе муниципального образования "Атнинский муниципальный район" и муниципальных образований в его составе».

## Население
| 2010 | 2011 | 2012 | 2013 | 2014 | 2015 | 2016 |
| ---- | ---- | ---- | ---- | ---- | ---- | ---- |
| 520  | ↘519 | ↘505 | ↘495 | ↘489 | ↘488 | ↗491 |
| 2017 | 2018 |      |      |      |      |      |
| ↗496 | ↘479 |      |      |      |      |      |

## Состав сельского поселения
| № | Населённый пункт | Тип населённого пункта       | Население |
| - | ---------------- | ---------------------------- | --------- |
| 1 | Кзыл-Утар        | деревня                      |           |
| 2 | Кшклово          | село, административный центр |           |
| 3 | Новый Узюм       | деревня                      |           |